# Харовьюк, Данило Юрьевич
Данило Юрьевич Харовьюк (укр. Дани́ло Ю́рійович Харов'ю́к; 25 декабря 1883, хутор Хоровы, герцогство Буковина — 14 октября 1916, Тешин) — украинский писатель-новеллист, педагог и общественный деятель.

## Биография
В 1905 году окончил Черновицкую учительскую семинарию. Украинский язык и литературу ему преподавал известный украинский писатель Осип Маковей, который заметил у Харовьюка склонность к литературному творчеству и посоветовал ему писать новеллы и рассказы из гуцульской жизни.
Девять лет учительствовал на Буковине.
Участник Первой мировой войны. В 1914 был мобилизован в австро-венгерскую армию. В конце 1916 года после ранения тяжело заболел и 14 октября того же года скончался в городе Тешин (ныне в Чехии).

## Творчество
Автор реалистических рассказов и новелл из крестьянской жизни.
На литературном поприще поработал только семь лет (с 1907 по 1914 год). Во всех произведениях Харовьюка события проходят на Гуцульщине. Изображенные писателем образы из жизни и быта гуцулов являются типичными для того времени. Прототипами персонажей его произведений были люди, среди которых он вырос и работал.
В рассказах «Палагна» (1907), «Посліднє верем'є» (1908), «Ліцитація» (1911), «Смерть Сороканюкового Юри» (1913) и других правдиво отобразил процесс обнищания буковинского крестьянства.
Д. Харовьюк проводил значительную общественную работу, создавал избы-читальни в селах, занимался просветительной деятельностью, организовывал хоры, любительские кружки. Был одним из первых членов «Вільної організації українського вчительства на Буковині» («Вольной организации украинского учительства на Буковине» в Вижницком повете.